# Juan Ruiz de Apodaca
Juan José Ruiz de Apodaca i Eliza (Cadis, 3 de febrer de 1754 – Madrid, 11 de gener de 1835) fou un mariner, militar, diplomàtic i polític espanyol. Va ser director de les obres del Port de Tarragona entre 1790 i 1799.

## Biografia
Fill de Tomás Ruiz de Apodaca i d'Eusebia de Eliza, mercaders adinerats de Cadis, inicià la seva carrera militar de ben jove, l'any 1767, com a guàrdia-marina a la seva ciutat natal. El 1770 ja era alferes de fragata i arribà a assumir el grau de capità general de l'Armada espanyola l'any 1830.
L'any 1812 va ser nomenat governador de l'Havana i quatre anys més tard, virrei de la Nova Espanya, on va haver de fer front a la insurrecció del guerriller Francisco Javier Mina, a qui va sotmetre el 1817 a la batalla del Venadito. Arran d'aquesta victòria li fou atorgat el títol de comte del Venadito.
Del seu pas pel Port de Tarragona cal destacar-ne el projecte que va fer amb la col·laboració de l'arquitecte Antonio de Bada Navajas, tinent de fragata, qui va actuar de director interí tots els cops que Apodaca va haver de marxar de la ciutat per deures de caràcter militar o pels que comportava el seu càrrec. Així, el mes de febrer de 1792, es traslladà a Madrid per demanar al rei l'establiment dels arbitris necessaris per finançar les obres que havien de gravar productes com la carn, el peix o la sal.
Apodaca aconseguí tot això, més el trasllat de 60 presidiaris procedents del penal de Cartagena per treballar a la pedrera del port. El 8 d'abril de 1793 es va acomiadar de la ciutat de Tarragona tot i que el seu nom i el càrrec de director de les obres portuàries continua apareixent en la documentació fins que el rellevà Joan Smith l'any 1799. El projecte d'enginyeria d'Apodaca consistia en l'aprofitament de les restes medievals i romanes que encara eren visibles i en la construcció d'un moll paral·lel a la línia de costa. També preveia la reparació de l'escullera i la construcció d'un far.
La ciutat i el port no van oblidar la seva dedicació, per la qual cosa al carrer principal que enllaça la Part Alta amb la zona portuària se li va donar el seu nom: carrer d'Apodaca.